# Joachim Bottieau
Joachim Bottieau (* 20. března 1989 v Boussu, Belgie) je belgický zápasník – judista.

## Sportovní kariéra
S judem začínal v dětství v obci Hornu pod vedením svého otce Yvese. Judu se věnují i jeho dva bratři Jean-Yves a Jeremie. V belgické seniorské reprezentaci se prosazuje od roku 2009 v polostřední váze. V roce 2012 se kvalifikoval na olympijské hry v Londýně. Ve třetím kole svedl vyrovnaný souboj s Rusem Ivanem Nifontovem, který nakonec prohrál v prodloužení po Ninfotově kombinaci o-uči-gari+ko-soto-gake na wazari. V roce 2016 se kvalifikoval na olympijské hry v Riu, kde takticky nezvládl úvodní zápas proti Italu Matteo Marconcinimu a prohrál na šido.
Joachim Bottieau je levoruký judista, typický představitel evropské judistické školy, kvalitní souboj o úchop, kvalitní fyzická a taktický příprava na soupeře, vítězství na body, vítězství na ippon před časovým limitem pouze v případě kontrachvatu.

### Vítězství
- 2011 – 1x světový pohár (Sao Paulo)
- 2013 – 1x světový pohár (Bukurešť)
- 2015 – 1x světový pohár (Düsseldorf)
- 2016 – 1x světový pohár (Düsseldorf)

## Výsledky
| Olympijské hry     |    | —   |    |     |     | úč. |    |     |     | úč. |  |  |  |  |  |  |  |  |  |  |  |  |  |  |  |
| Mistrovství světa  | —  |     | —  | úč. | úč. |     | 7. | úč. | úč. |     |  |  |  |  |  |  |  |  |  |  |  |  |  |  |  |
| Evropské hry       |    |     |    |     |     |     |    |     | úč. |     |  |  |  |  |  |  |  |  |  |  |  |  |  |  |  |
| Mistrovství Evropy | —  | —   | —  | —   | úč. | 3.  | 3. | úč. | úč. | 7.  |  |  |  |  |  |  |  |  |  |  |  |  |  |  |  |
| ME do 23 let       | —  | —   | 3. | 3.  | —   |     |    |     |     |     |  |  |  |  |  |  |  |  |  |  |  |  |  |  |  |
| MS juniorů         |    | úč. |    |     |     |     |    |     |     |     |  |  |  |  |  |  |  |  |  |  |  |  |  |  |  |
| ME juniorů         | 3. | 3.  |    |     |     |     |    |     |     |     |  |  |  |  |  |  |  |  |  |  |  |  |  |  |  |